# Fawzi Sbabti
Fawzi Sbabti, de son nom complet Mohamed Fawzi Sbabti ou Mohamed Faouzi Sébabti, né le 7 mai 1949 à Tunis, est un ancien handballeur tunisien.
Il se caractérisait par sa double détente et son sens du but qui lui ont permis de réaliser une carrière au sein de l'équipe nationale tunisienne et de trois clubs dont l'Espérance sportive de Tunis.

## Parcours
Il est né dans un quartier populaire de Tunis, dans une maison arabe appartenant à ses ancêtres à Bab El Khadra, siège du club du Stade populaire où son père évolue en tant que footballeur dans les années 1940. À l’âge de huit ans, il déménage à La Goulette, où son père travaille en tant que surveillant général du port.
Fawzi Sbabti commence sa carrière sportive en signant sa première licence en gymnastique, puis en natation. Il découvre le handball en quatrième et cinquième années primaires : c'est son maître d’éducation physique, un coopérant français qui organise des matchs interclasses et un championnat interne à l’école, qui le motive à aller signer une seconde licence auprès du club de l’Étoile goulettoise. En 1966, brillant lors des compétitions scolaires, il attire l’attention de son directeur de collège, un ancien rugbyman français, et de son professeur d’éducation physique qui lui proposent de signer en faveur de leur club favori, l’Avenir sportif de La Marsa, où l'entraîneur Abderrazak Gheraïri fait de lui le leader de son attaque. Alors qu'il remporte son premier titre junior, le grand public le découvre en 1968-1969, saison au cours de laquelle il se classe meilleur buteur à l'aller du championnat, avec un record insolite, celui d'avoir marqué neuf des onze buts marqués par son équipe face au Club sportif des cheminots. Il prête ensuite main-forte à l'équipe des juniors en finale de la coupe de Tunisie ; son club remporte le trophée grâce à ses sept buts.
En 1970, il rejoint l’Espérance sportive de Tunis, malgré l'opposition de son équipe, et remporte avec laquelle la majorité de ses trophées, dont quatre championnats arabes des clubs champions consécutifs. Il participe par ailleurs aux Jeux olympiques d'été de 1972 et, après un début timide, se révèle au cours des matchs de classement en marquant huit buts contre le Danemark et neuf contre l'Espagne.
À la suite de son classement comme meilleur buteur lors du quatrième championnat arabe organisé en 1979 à Tunis, et malgré son âge (trente ans), il signe un nouveau contrat professionnel au profit du club saoudien d'Al-Ahli SC (Djeddah), avec qui il remporte le championnat national à deux reprises et le cinquième championnat arabe, organisé en 1980 à Bahreïn, en battant son ancienne équipe en finale. Il participe au total à six éditions consécutives de cette compétition.
Après deux ans passés en Arabie saoudite et à l'âge de 33 ans, il est à nouveau sollicité par l'Espérance sportive de Tunis. En 1985, il ne peut terminer sa saison à cause d'une rupture du ligament croisé du genou droit lors d'un entraînement de préparation pour le derby contre le Club africain. Il reprend la compétition en 1986 mais ne joue seulement que les trois premiers matchs de la saison avant de se retirer et de mettre fin à sa carrière.
Fawzi Sbabti est président de l'amicale des entraîneurs tunisiens de handball.

## Palmarès

### Avenir sportif de La Marsa
- Vainqueur de la coupe de Tunisie juniors : 1969

### Espérance sportive de Tunis
- Vainqueur du championnat de Tunisie : 1971, 1972, 1973, 1974, 1975, 1976, 1977, 1978, 1979, 1982, 1983, 1984, 1985
- Vainqueur de la coupe de Tunisie : 1971, 1972, 1973, 1974, 1975, 1976, 1978, 1979, 1982, 1983, 1984, 1985
- Vainqueur du championnat arabe des clubs champions : 1976, 1977, 1978, 1979

### Al-Ahli SC (Djeddah)
- Vainqueur du championnat d'Arabie saoudite : 1980, 1981
- Vainqueur du championnat arabe des clubs champions : 1980
- Troisième place au championnat arabe des clubs champions : 1981

### Équipe nationale
- Vainqueur du championnat d'Afrique : 1974
- Vainqueur du championnat maghrébin des nations : 1969, 1971, 1973
- Vainqueur du championnat maghrébin universitaire : 1971
- Participation aux championnats du monde universitaires en Roumanie : 1975
- Participation aux Jeux olympiques d'été de 1972 (cinq matchs et 24 buts)

## Performances individuelles
- 5e meilleur buteur des Jeux olympiques d'été de 1972
- 2e meilleur buteur du championnat du monde universitaire en Roumanie : 1975
- Meilleur buteur de la coupe arabe des clubs champions : 1976, 1977, 1978, 1979, 1980